# ورواژو
ورواژو (به لاتین: Varvažov) یک ناحیه در جمهوری چک است که در Písek District واقع شده‌است.

## خصوصیات
ورواژو ۲۵٫۱۴ کیلومترمربع مساحت و ۱۸۰ نفر جمعیت دارد و ۴۲۶ متر بالاتر از سطح دریا واقع شده‌است.